# Hans Schmitt
Hans Schmitt (Koben, Àustria, 14 de gener de 1835 - Viena, 14 de gener de 1907) fou un pianista i compositor austríac.
En un principi començà estudiant l'oboè, instrument que tocà en l'Òpera de Budapest, i en l'orquestra de la cort de Viena, però als vint-i-cinc anys una malaltia a la gola l'obligà a deixar-ho i llavors es dedicà al piano, progressant tan ràpidament, que el 1862 fou nomenat professor del Conservatori de Viena, i després, de 1875 a 1900 dirigí la classe de perfeccionament de piano en aquella institució.
Les seves obres pedagògiques principals són:
- Vadenécum,
- Fundament der klaviertechnik,
- Zirkelübungen in Skalen und Akkorden,
- Repertoriestudeien,
- Schüle des Gehörs,
- Das Pedals des klavier,

A més, va compondre l'òpera Bruna. Lieder, peces característiques per a piano i un fragment de concert.